# Wagneriana eldorado
Wagneriana eldorado là một loài nhện trong họ Araneidae.
Loài này thuộc chi Wagneriana. Wagneriana eldorado được Herbert Walter Levi miêu tả năm 1991.